# Osua Annin
Osua Annin är en bergstopp i Indonesien.   Den ligger i provinsen Papua, i den östra delen av landet, 3 700 km öster om huvudstaden Jakarta. Toppen på Osua Annin är 4 520 meter över havet, eller 81 meter över den omgivande terrängen. Bredden vid basen är 1,0 km.
Terrängen runt Osua Annin är bergig åt sydväst, men åt nordost är den kuperad. Runt Osua Annin är det mycket glesbefolkat, med 3 invånare per kvadratkilometer. Det finns inga samhällen i närheten. I omgivningarna runt Osua Annin växer i huvudsak städsegrön lövskog.